# Dario Cioni
Dario David Cioni (* 2. Dezember 1974 in Reading, England) ist ein ehemaliger italienischer Radrennfahrer.

## Laufbahn
Dario Cioni begann seine Karriere als Mountainbiker und wurde mehrmals italienischer Meister. Weil er nicht für die Olympischen Spiele 2000 in Sydney nominiert wurde, entschied er, sich auf Straßenradrennen zu konzentrieren. Er wurde zunächst Profi bei Mapei; der Durchbruch gelang ihm jedoch erst bei dem Team Fassa Bortolo, wo er einen dritten Platz bei der Tour de Suisse erreichte und Vierter (2005) beim Giro d’Italia wurde. 2004 wurde er italienischer Meister im Einzelzeitfahren.
Ab 2005 fuhr Cioni für das Team Liquigas-Bianchi und nahm erstmals an der Tour de France teil. Für die Saison 2007 unterschrieb er einen Vertrag bei Predictor-Lotto. Gleich zu Beginn der neuen Saison entschied er für seinen neuen Arbeitgeber eine Etappe der Andalusien-Rundfahrt für sich. 2009 gewann er gemeinsam mit den Fahrern vom ISD Neri-Team das Mannschaftszeitfahren der Settimana Internazionale.
Gemeinsam mit Cédric Vasseur war Cionai Vertreter der Fahrer im Konzil des Internationalen Radsportverbands UCI.
Ende der Saison 2011 beendete Cioni, der zuletzt beim Team Sky fuhr, seine Karriere als Berufsradfahrer, blieb dem Team aber als Betreuer  erhalten. (Stand 2013)

## Platzierung bei den Grand Tours
| Grand Tour            | 2002 | 2003 | 2004 | 2005 | 2006 | 2007 | 2008 | 2009 | 2010 | 2011 |
| --------------------- | ---- | ---- | ---- | ---- | ---- | ---- | ---- | ---- | ---- | ---- |
| Giro d’ItaliaGiro     | 29   | DNF  | 4    | 13   | 86   | 33   | –    | 47   | 17   | 76   |
| Tour de FranceTour    | –    | 79   | –    | 54   | –    | 56   | 83   | –    | –    | –    |
| Vuelta a EspañaVuelta | –    | –    | 52   | –    | 38   | –    | –    | –    | –    | 145  |